# Línies de regionals a Catalunya
Les línies de regionals a Catalunya són serveis de ferrocarril operades per Renfe Operadora, majoritàriament per línies convencionals d'ample ibèric, que uneixen poblacions de Catalunya i algunes també amb el País Valencià, Aragó i un parell de poblacions de la Catalunya Nord.
Els serveis regionals que operen únicament a Catalunya, están englobades sota la marca de Rodalies de Catalunya, són les línies R11, R13, R14, R15, R16 i R17. La línia R3 té un servei mixt, de Barcelona a Vic és de rodalia i de Vic fins a la Tor de Querol té un caràcter regional.
Els serveis que surten de Catalunya continuen sota la denominació de Mitjana Distància Renfe que inclou les línies que van a Saragossa (Ca6 i R43) i València (L7), mentre que els serveis regionals per línia d'alta velocitat amb el nom d'Avant.

## Serveis

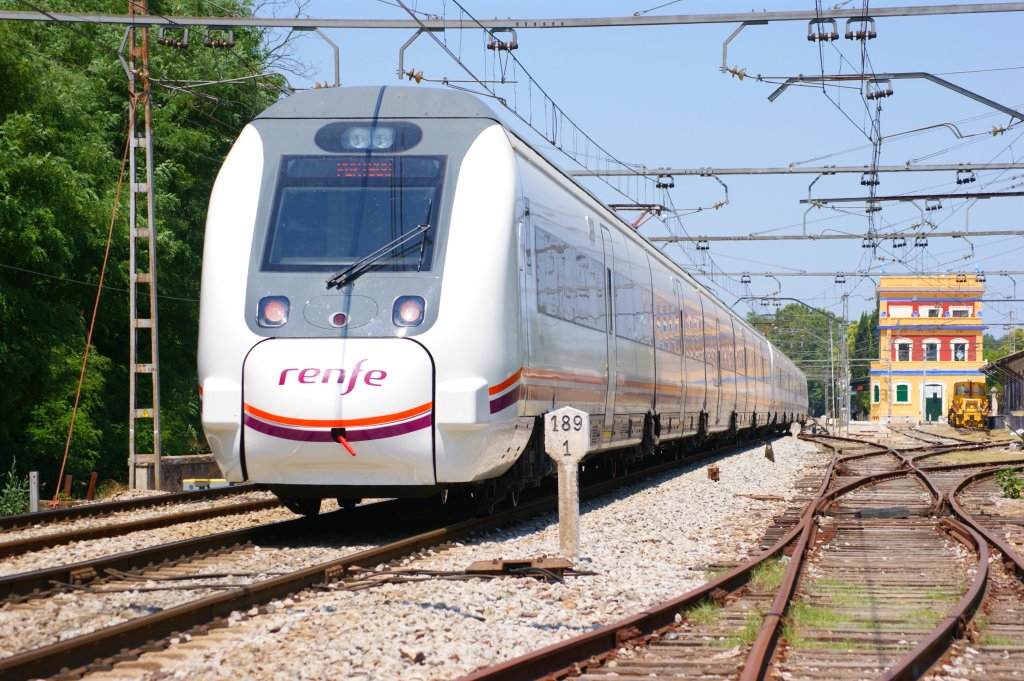
R11 a Caldes de Malavella, La Selva

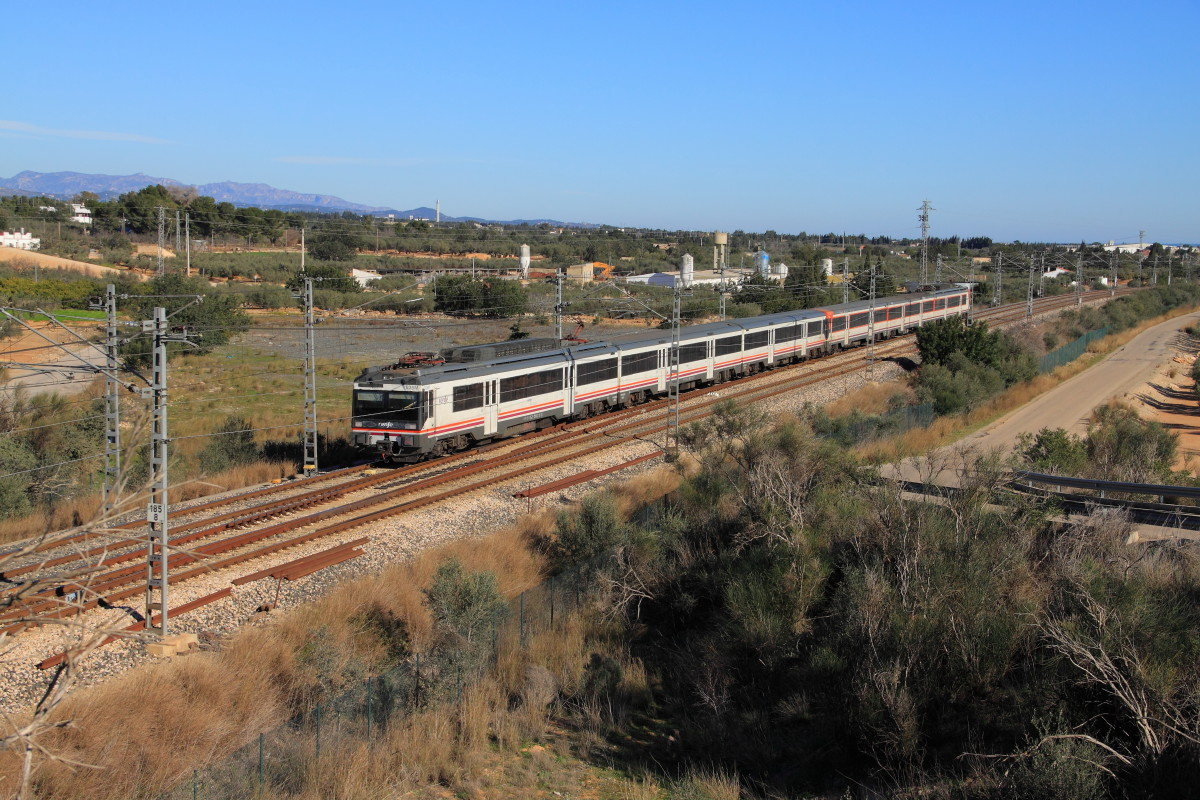
R16 a l'Aldea, Baix Ebre

A més de les diferents línies, hi ha 3 tipus de serveis: dos per línies convencionals i una per línies d'alta velocitat:
- Regional: aquests trens circulen per línies convencionals i paren a totes les estacions.
- Regional Exprés, que des de 2008 substitueix al Catalunya Exprés: circula per línies convencionals i efectua menys parades que el regional, i és sensiblement més car.[4] El servei s'acostuma a efectuar amb unitats 470 i 449.[5]
- Avant: és un servei d'altes prestacions (alta velocitat) per línies de nova construcció destinades a l'AVE.

| Serveis de regionals       |                           |                                            |                                                             |
|                            | Origen/Destinació         | Origen/Destinació                          | Parades intermèdies                                         |
|                            | L'Hospitalet de Llobregat | La Tor de Querol                           | Ripoll · Ribes de Freser · La Molina · Puigcerdà            |
|                            | Barcelona-Sants           | Portbou / Cervera de la Marenda            | Sant Celoni · Girona · Figueres                             |
|                            | Barcelona França          | Roda de Barà · Valls · Montblanc           |                                                             |
|                            | Barcelona França          | Tarragona · Reus · Montblanc               |                                                             |
|                            | Barcelona França          | Riba-roja d'Ebre                           | Tarragona · Reus · Móra la Nova · Flix                      |
|                            | Barcelona França          | Tortosa                                    | Tarragona · Salou · (expedicions a Vinaròs i València-Nord) |
|                            | Port Aventura             | Tarragona                                  | (expedicions a Barcelona França)                            |
|                            | Saragossa-Delicias        | Tarragona · Reus · Riba-roja d'Ebre · Casp |                                                             |
|                            | Lleida Pirineus           | Saragossa-Delicias                         | Montsó                                                      |
| Regionals d'alta velocitat |                           |                                            |                                                             |
| Avant                      | Lleida Pirineus           | Barcelona-Sants                            | Camp de Tarragona                                           |
| Avant                      | Figueres-Vilafant         | Barcelona-Sants                            | Girona                                                      |
| Avant                      | Tortosa                   | Barcelona-Sants                            | Camp de Tarragona                                           |

1. ^  Els serveis d'aquesta línia de rodalia més enllà de Vic són regionals cadenciats.

Per a un inventari complet de les estacions de tren, vegeu la Llista d'estacions de tren de regionals de Catalunya
L'única línia regional no operada per Renfe a Catalunya, és la línia RL2 a la línia Lleida-La Pobla de Segur d'FGC.